# Feliksas Kolosauskas
Feliksas Kolosauskas (*   30. August 1942 in Kaunas) ist ein litauischer sozialdemokratischer Politiker.

## Leben
Nach dem Abitur 1963  an der 12. Mittelschule Kaunas absolvierte er 1970 das Diplomstudium der Mechanik am Kauno politechnikos institutas. 1993 bildete er sich weiter in Kopenhagen.
Ab 1971 arbeitete er als Leiter einer Filiale in Skirsnemunė der Fabrik „Kaspinas“, ab 1977 stellvertretender Direktor der Fabrik „Spartakas“ in Anykščiai. Von 1992 bis 1996 war er Mitglied im Seimas. Ab 1997 arbeitete er im Unternehmen  AB „Lietuvos kuras“, von 2003 bis 2004 Leiter von Bezirk Vilnius.
Ab 1990 war er Mitglied der Lietuvos demokratinė darbo partija und ab 2001 der Lietuvos socialdemokratų partija.